# Maggie Naouri
Maggie Naouri (nacida el 28 de enero de 1989 en Canberra, Australia) es una actriz australiana, conocida por haber interpretado a Anu Singh en Glitch.

## Filmografía

### Actuación
- 2016 - Joe Cinque's Consolation
- 2015 - Wentworth
- 2017 - Glitch